# Hällefors (plaats)
Hällefors is de hoofdplaats van de gemeente Hällefors in het landschap Västmanland en de provincie Örebro län in Zweden. De plaats heeft 4797 inwoners (2005) en een oppervlakte van 636 hectare.

## Verkeer en vervoer
Bij de plaats lopen de Riksväg 63 en Länsväg 244.
De plaats heeft een station aan de spoorlijn Gävle - Kil/Frövi.

## Geboren
- Torgny Mogren, voormalig olympisch kampioen langlaufen.

## Foto's

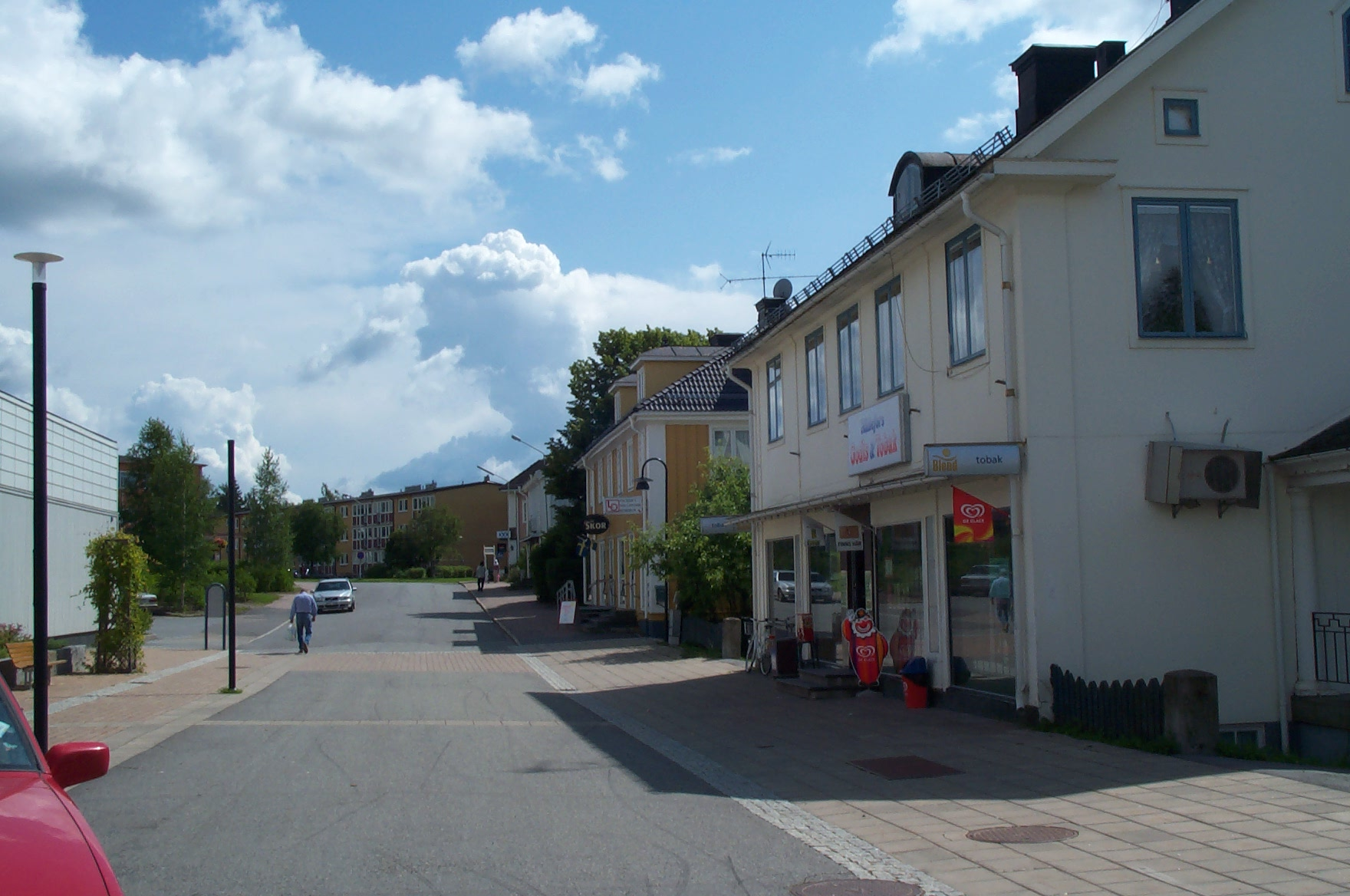
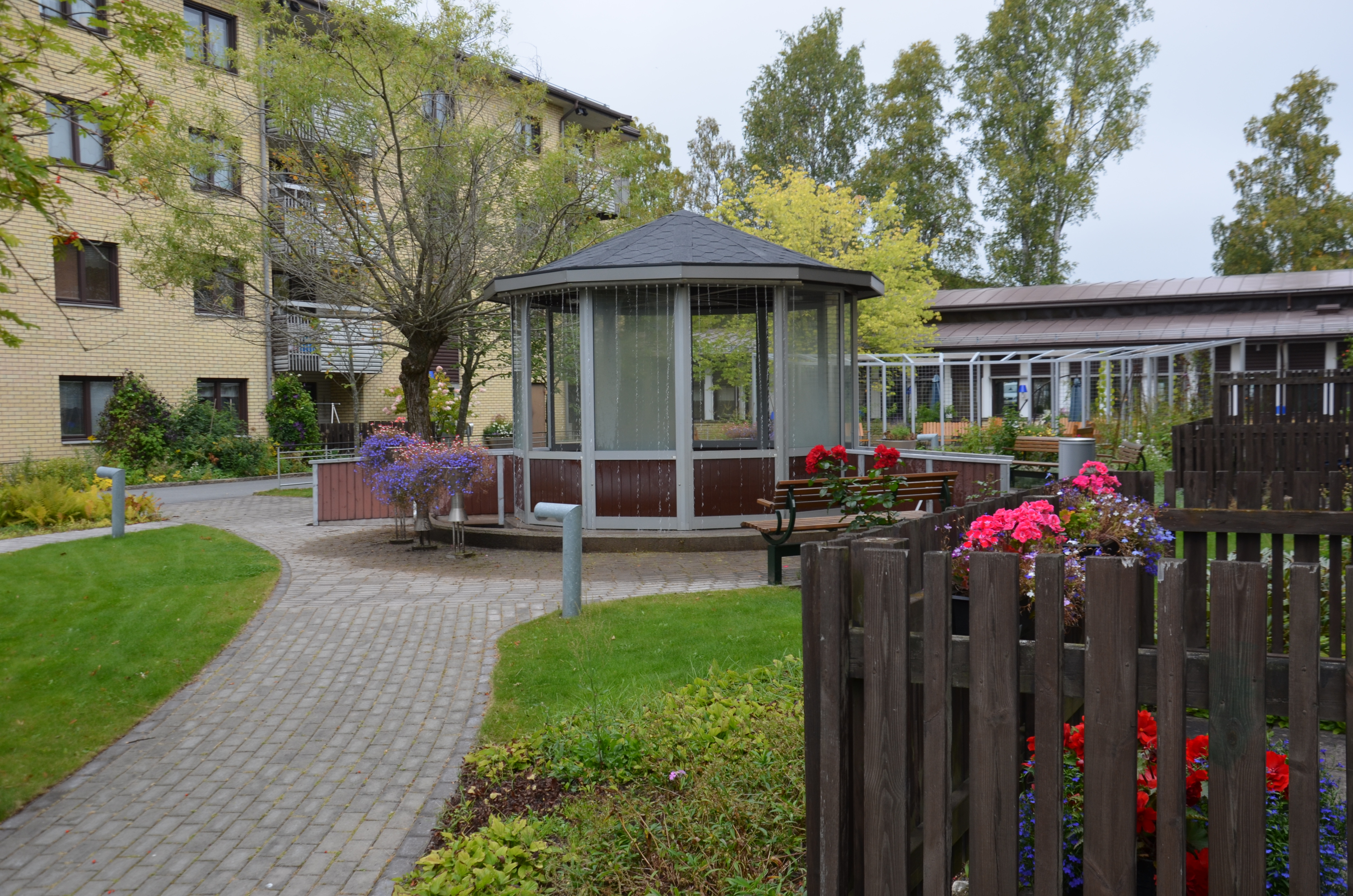
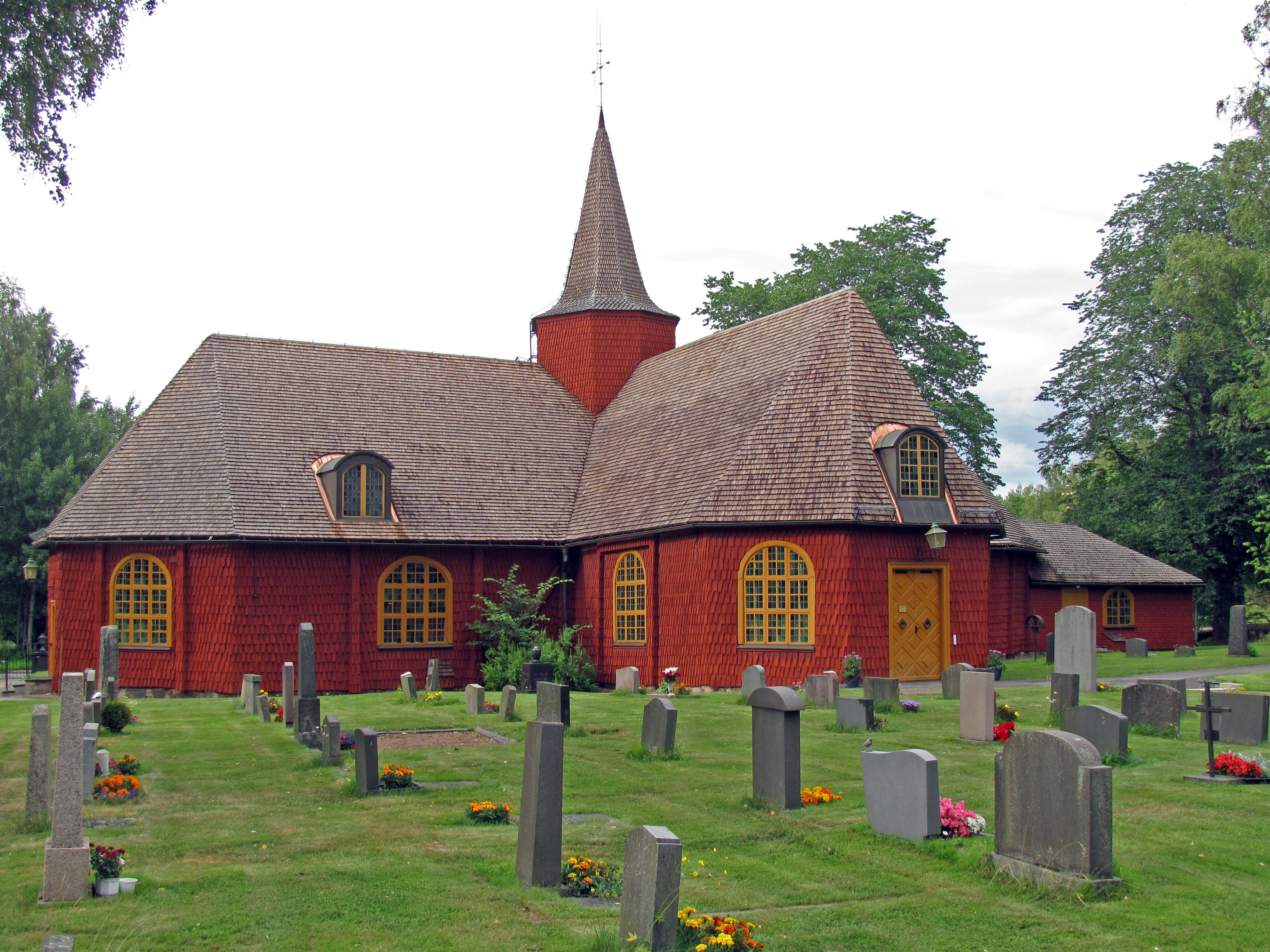